# Bernhard Irrgang

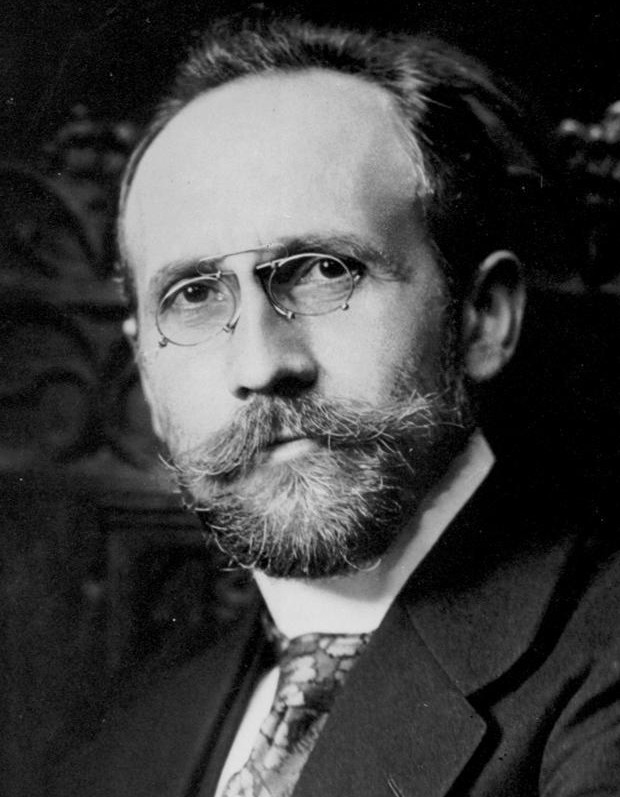
Bernhard Heinrich Irrgang

Bernhard Heinrich Irrgang, född 23 juli 1869 i Zduny, Posen, död 8 april 1916 i Berlin, var en tysk organist och tonsättare.
Irrgang utbildades i Berlin, var 1894–1905 organist vid Heliga korsets kyrka i Berlin, från 1897 vid Berliner Philharmonie och från 1905 vid Mariakyrkan, där han gav ett stort antal gratis orgelkonserter. Han var också lärare i orgelspel vid Sternska konservatoriet, från 1910 hov- och domkyrkoorganist i Berlin och från 1912 orgellärare vid Berlins musikhögskola. 
Irrgang utgav Choralbuch zu dem deutsche evangelischen Gesangbuch für die Schutzgebiete und das Ausland (1916). Till förmån för svenska församlingens i Berlin kyrkobyggnadsfond konserterade han 1909 i Stockholm, Uppsala, Karlskrona och Köpenhamn.